# Just Fontaine
Just Fontaine (ur. 18 sierpnia 1933 w Marrakeszu, zm. 1 marca 2023 w Tuluzie) – francuski piłkarz, który występował na pozycji napastnika oraz trener.

## Kariera

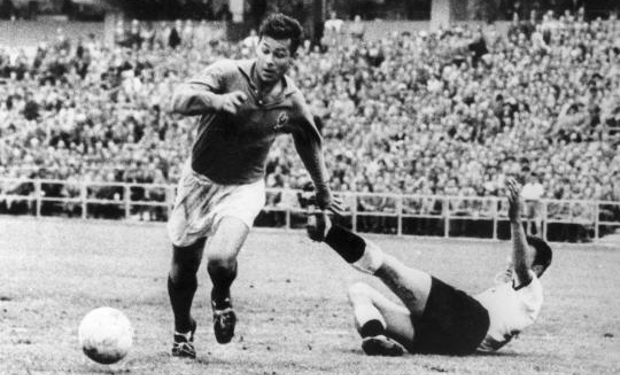
Just Fontaine na Mistrzostwach Świata 1958

Zasłynął jako król strzelców mundialu w 1958, kiedy zdobył 13 goli w zaledwie sześciu spotkaniach. Nikt do tej pory nie pobił jego rekordu na jednych mistrzostwach. Francuzi nazywali go „Monsieur Dynamite”. Poza tym był dwukrotnym królem strzelców ligi francuskiej (zdobył ten tytuł również w Maroku w US Marocaine Casablanca), mistrzem Francji z Nice (1956) i Stade de Reims (1958 i 1960). Z Reims awansował w 1959 roku do finału Pucharu Europy. Karierę zakończył już trzy lata po mundialu, gdy w odstępie kilku miesięcy dwukrotnie złamał nogę. W 1967 roku był selekcjonerem reprezentacji Francji, ale prowadził ją tylko w dwóch meczach. W reprezentacji trójkolorowych rozegrał 21 spotkań i zdobył 30 bramek. W 450 oficjalnych meczach zdobył 400 goli.
Just Fontaine został pierwszym piłkarzem w historii mistrzostw świata, który w każdym meczu turnieju finałowego mistrzostw zdobył bramkę. Na mistrzostwach świata 1958 Fontaine strzelił gola w każdym z sześciu meczów Francji. Wyczyn ten powtórzył w 1970 r. Jairzinho (Brazylia). Wcześniej, w 1950 r. Alcides Ghiggia (Urugwaj) też strzelał gole we wszystkich meczach swego zespołu, ale tylko w czterech.
W 2004 został umieszczony na liście FIFA 100 przez Pelé.

## Statystyki

### Reprezentacyjne
| Reprezentacja | Rok     | Mecze | Bramki |
| ------------- | ------- | ----- | ------ |
| Francja       | 1953    | 1     | 3      |
| Francja       | 1954    | 0     | 0      |
| Francja       | 1955    | 0     | 0      |
| Francja       | 1956    | 1     | 0      |
| Francja       | 1957    | 1     | 0      |
| Francja       | 1958    | 12    | 18     |
| Francja       | 1959    | 4     | 7      |
| Francja       | 1960    | 2     | 2      |
| Łącznie       | Łącznie | 21    | 30     |

### Gole w reprezentacji
Wynik Francji wymieniony jako pierwszy, kolumna wyniku wskazuje wynik po każdym golu Fontaine'a.
| L.p. | Data                | Miejsce wydarzenia                             | Występ | Przeciwnik        | Wynik | Wynik | Zawody                                 |
| ---- | ------------------- | ---------------------------------------------- | ------ | ----------------- | ----- | ----- | -------------------------------------- |
| 1    | 27 grudnia 1953     | Parc des Princes, Paryż, Francja               | 1      | Luksemburg        | 4–0   | 8–0   | 1954 Eliminacje Mistrzostw Świata FIFA |
| 2    | 27 grudnia 1953     | Parc des Princes, Paryż, Francja               | 1      | Luksemburg        | 6–0   | 8–0   | 1954 Eliminacje Mistrzostw Świata FIFA |
| 3    | 27 grudnia 1953     | Parc des Princes, Paryż, Francja               | 1      | Luksemburg        | 7–0   | 8–0   | 1954 Eliminacje Mistrzostw Świata FIFA |
| 4    | 13 marca 1958       | Parc des Princes, Paryż, Francja               | 4      | Hiszpania         | 1–1   | 2–2   | Towarzyski                             |
| 5    | 8 czerwca 1958      | Idrottsparken, Norrköping, Szwecja             | 6      | Paragwaj          | 1–1   | 7–3   | Mistrzostwa Świata w Piłce Nożnej 1958 |
| 6    | 8 czerwca 1958      | Idrottsparken, Norrköping, Szwecja             | 6      | Paragwaj          | 2–1   | 7–3   | Mistrzostwa Świata w Piłce Nożnej 1958 |
| 7    | 8 czerwca 1958      | Idrottsparken, Norrköping, Szwecja             | 6      | Paragwaj          | 5–3   | 7–3   | Mistrzostwa Świata w Piłce Nożnej 1958 |
| 8    | 11 czerwca 1958     | Arosvallen, Västerås, Szwecja                  | 7      | Jugosławia        | 1–0   | 2-3   | Mistrzostwa Świata w Piłce Nożnej 1958 |
| 9    | 11 czerwca 1958     | Arosvallen, Västerås, Szwecja                  | 7      | Jugosławia        | 2–2   | 2-3   | Mistrzostwa Świata w Piłce Nożnej 1958 |
| 10   | 15 czerwca 1958     | Eyravallen, Örebro, Szwecja                    | 8      | Szkocja           | 2–0   | 2–1   | Mistrzostwa Świata w Piłce Nożnej 1958 |
| 11   | 19 czerwca 1958     | Idrottsparken, Norrköping, Szwecja             | 9      | Irlandia Północna | 2–0   | 4–0   | Mistrzostwa Świata w Piłce Nożnej 1958 |
| 12   | 19 czerwca 1958     | Idrottsparken, Norrköping, Szwecja             | 9      | Irlandia Północna | 3–0   | 4–0   | Mistrzostwa Świata w Piłce Nożnej 1958 |
| 13   | 24 czerwca 1958     | Stadion Råsunda, Solna, Szwecja                | 10     | Brazylia          | 1–1   | 2–5   | Mistrzostwa Świata w Piłce Nożnej 1958 |
| 14   | 28 czerwca 1958     | Ullevi, Göteborg, Szwecja                      | 11     | Zachodnie Niemcy  | 1–0   | 6–3   | Mistrzostwa Świata w Piłce Nożnej 1958 |
| 15   | 28 czerwca 1958     | Ullevi, Göteborg, Szwecja                      | 11     | Zachodnie Niemcy  | 3–1   | 6–3   | Mistrzostwa Świata w Piłce Nożnej 1958 |
| 16   | 28 czerwca 1958     | Ullevi, Göteborg, Szwecja                      | 11     | Zachodnie Niemcy  | 5–2   | 6–3   | Mistrzostwa Świata w Piłce Nożnej 1958 |
| 17   | 28 czerwca 1958     | Ullevi, Göteborg, Szwecja                      | 11     | Zachodnie Niemcy  | 6–3   | 6–3   | Mistrzostwa Świata w Piłce Nożnej 1958 |
| 18   | 1 października 1958 | Parc des Princes, Paryż, Francja               | 12     | Grecja            | 2–0   | 7–1   | Eliminacje UEFA Euro 1960              |
| 19   | 1 października 1958 | Parc des Princes, Paryż, Francja               | 12     | Grecja            | 6–1   | 7–1   | Eliminacje UEFA Euro 1960              |
| 20   | 5 października 1958 | Praterstadion, Wiedeń, Austria                 | 13     | Austria           | 2–1   | 2–1   | Towarzyski                             |
| 21   | 9 listopada 1958    | Stade Olympique de Colombes, Colombes, Francja | 15     | Włochy            | 2–2   | 2–2   | Towarzyski                             |
| 22   | 11 listopada 1959   | Stade Olympique de Colombes, Colombes, Francja | 17     | Portugalia        | 1–0   | 5–3   | Towarzyski                             |
| 23   | 11 listopada 1959   | Stade Olympique de Colombes, Colombes, Francja | 17     | Portugalia        | 4–2   | 5–3   | Towarzyski                             |
| 24   | 11 listopada 1959   | Stade Olympique de Colombes, Colombes, Francja | 17     | Portugalia        | 5–2   | 5–3   | Towarzyski                             |
| 25   | 13 grudnia 1959     | Stade Olympique de Colombes, Colombes, Francja | 18     | Austria           | 1–0   | 5–2   | Eliminacje UEFA Euro 1960              |
| 26   | 13 grudnia 1959     | Stade Olympique de Colombes, Colombes, Francja | 18     | Austria           | 2–0   | 5–2   | Eliminacje UEFA Euro 1960              |
| 27   | 13 grudnia 1959     | Stade Olympique de Colombes, Colombes, Francja | 18     | Austria           | 4–2   | 5–2   | Eliminacje UEFA Euro 1960              |
| 28   | 17 grudnia 1959     | Parc des Princes, Paryż, Francja               | 19     | Hiszpania         | 2–1   | 4–3   | Towarzyski                             |
| 29   | 16 marca 1960       | Parc des Princes, Paryż, Francja               | 20     | Chile             | 4–0   | 6–0   | Towarzyski                             |
| 30   | 16 marca 1960       | Parc des Princes, Paryż, Francja               | 20     | Chile             | 5–0   | 6–0   | Towarzyski                             |

## Sukcesy

### Nice
- Mistrzostwo Francji: 1955/1956
- Puchar Francji: 1953/1954

### Stade de Reims
- Mistrzostwo Francji: 1957/1958, 1959/1960, 1961/1962
- Puchar Francji: 1957/1958
- Superpuchar Francji: 1958, 1960

### Reprezentacyjne
Mistrzostwa świata
- 3. miejsce: 1958

### Indywidualne
- Król strzelców Ligue 1: 1957/1958 (34 gole), 1959/1960 (28 goli)
- Król strzelców Mistrzostw Świata: 1958 (13 goli)
- Król strzelców Pucharu Europy Mistrzów Klubowych: 1958/1959 (10 goli)

### Wyróżnienia
- FIFA 100: 2004
- Golden Foot: 2003, jako legenda piłki nożnej